# Dallas Buyers Club
Dallas Buyers Club és una pel·lícula biogràfica dirigida per Jean-Marc Vallée i protagonitzada per Matthew McConaughey, Jared Leto, Jennifer Garner i Steve Zahn. La seva història està basada en la vida de Ron Woodroof, qui el 1992 va ser subjecte d'un extens reportatge escrit pel periodista Bill Minutaglio pel The Dallas Morning News. Va debutar al Festival de Cinema de Toronto el 7 de setembre de 2013, arribant als cinemes estatunidencs l'1 de novembre del mateix any. Ha estat doblada al català.

## Argument
A la ciutat de Dallas l'any 1985, al cowboy Ron Woodroof se li diagnostica VIH i se li anuncia que li queden trenta dies de vida. Inicialment, es nega a acceptar el diagnòstic, però després recorda que va tenir sexe sense protecció amb una prostituta que es drogava per via intravenosa. Woodroof de seguida comença a ser criticat per la seva família i amics, és despatxat del seu treball i finalment és desnonat de casa seva. A l'hospital l'atén la doctora Eve Saks, que li explica que s'està provant un medicament anomenat zidovudina (AZT), un antiretroviral que es creu que podria prolongar la vida dels pacients amb VIH, i que és l'única droga que l'Administració d'Aliments i Fàrmacs (FDA) permet que es provi amb humans. La Saks li afirma que als assaigs clínics la meitat dels pacients reben zidovudina i l'altra meitat placebo, ja que aquesta és l'única manera de determinar si la droga funciona.
En Woodroof suborna a un treballador de l'hospital perquè li doni AZT. Tan aviat com comença a prendre la medicació, nota com la seva salut es deteriora (també a causa del seu consum de cocaïna). Quan torna a l'hospital coneix la Rayon, una dona transgènere, drogoaddicta i amb VIH amb qui es mostra hostil. Quan veu que la seva salut empitjora, condueix fins a Mèxic per aconseguir més AZT. El doctor Vass, a qui se li ha retirat la seva llicència mèdica americana, li explica que l'AZT és "verinós" i que "mata a cada cèl·lula amb la qual entra en contacte". Per substituir-lo, li recepta Zalcitabina i pèptid T, que no estan aprovats als Estats Units. Tres mesos després, en Woodroof troba que la seva salut ha millorat molt. Se li acudeix que podria fer diners importants les drogues i venent-les a altres pacients amb VIH. Ja que les drogues no són il·legals, és capaç de traspassar la frontera amb elles disfressat de capellà i jurant que són per a consum propi. Mentrestant, la doctora Saks comença a adonar-se dels efectes negatius del AZT, però el seu supervisor, el doctor Sevard, l'obliga a continuar administrant-la.
En Woodroof comença a vendre els medicaments al carrer. Torna a contactar amb la Rayon, i, molt al seu pesar, comencen a compartir el negoci, ja que ella pot aportar més clients. Els dos socis funden el "Dallas Buyers Club" (Club de Compradors de Dallas), i cobren 400 dòlars al mes per ser membre. El club resulta ser un èxit rotund. En Woodroof comença a respectar la Rayon i fins i tot l'arriba a veure com una amiga. Quan en Woodroof pateix un atac al cor causat per una dosi recentment adquirida d'interferó, en Sevard s'assabenta de l'existència del club i dels medicaments alternatius i s'enfada perquè el cowboy ha interromput el seu assaig. A la vegada, Richard Barkley, de la FDA, li treu l'inteferó i amenaça en Woodroof. La Saks està d'acord que hi ha certs beneficis per al VIH en l'existència dels clubs de compradors de medicaments (n'hi ha diversos en tot el país), però no se sent amb poder de canviar res. Els procediments que l'FDA fa servir per investigar, provar i aprovar els medicaments resulta tenir defectes pels problemes que presenten els afectats pel VIH. La Saks i en Woodroof comencen una amistat.
En Barkley aconsegueix que la policia faci una batuda al Buyers Club, tanmateix no aconsegueix més que una multa per a en Woodroof. El 1987, la FDA canvia les seves normatives i tots els medicaments que no són aprovats passen automàticament a ser il·legals. A mesura que el club es queda sense recursos, la Rayon, que és cocainòmana, li demana diners al seu pare i li diu a en Woodrof que ha venut la seva assegurança de vida per obtenir diners. En Woodroof viatja a Mèxic i obté més pèptid T. Quan torna, en Ron s'assabenta que la Rayon ha mort després que la portessin a l'hospital. La Saks també està molt disgustada per la seva mort, i se li demana que dimiteixi quan l'hospital s'assabenta que està derivant pacients al Buyers Club. Ella es nega a obeir i insisteix que hauria de ser despatxada.
A mesura que passa el temps, en Woodroof comença a mostrar compassió pels membres del club que són del col·lectiu LGTB i els diners cada vegada el preocupen menys: la seva prioritat és assegurar-se d'aconseguir els medicaments. El pèptid T cada vegada és més difícil d'aconseguir, i, l'any 1987, interposa una demanda contra l'FDA. El cowboy busca el dret legal a prendre la proteïna, que ja s'ha confirmat que no és tòxica, però encara no s'ha aprovat. El jutge mostra compassió i amonesta a l'FDA, però no disposa de la potestat legal per fer res més. Quan acaba la pel·lícula, a la pantalla apareix un text que explica que l'FDA va permetre amb el temps que en Woodroof va prendre pèptid T per ús personal, i que va morir a causa del VIH l'any 1992, set anys després del que els metges van predir.

## Repartiment
- Matthew McConaughey interpreta a Ron Woodroof, un pacient real de VIH que va traspassar medicaments il·legals fins a Texas quan va comprovar que eren efectius i milloraven la seva simptomatologia. En una entrevista amb CBS News el febrer de 2014, McConaughey va dir que va escollir aquest paper perquè va pensar que no es tractava d'una història qualsevol, era la història d'un "home salvatge". McCounaughey néixer i créixer als afores de Dallas, per la qual cosa la cultura li era familiar. A més a més, va pensar que el guió era "increïblement humà, sense sentimentalismes. McCounaghey va perdre quasi 22 quilos per interpretar a Woodroof al film.
- Jennifer Garner interpreta a la doctora Eve Sacks, que tracta pacients amb VIH com en Woodroof i la Rayon. Després de llegir el guió va explicar que "n'havia sentit a parlar, i havia vist fotos d'en Matthew perdent pes. Realment no podia imaginar-me com ho faria, estant a casa tan tranquil·lament".
- Jared Leto interpreta a la Rayon, una dona transgènere (ficticia) amb VIH que ajuda a en Woodroof. Per poder interpretar el paper de forma realista, Leto va perdre 15 quilos, es va afaitar les celles i es va depilar el cos sencer. Va explicar que la seva representació es basava en les persones transsexuals que va conèixer mentre investigava per al paper. També va explicar que, quan es va mudar a Los Angeles l'any 1991, va tenir un company de pis que va morir de VIH. Va treballar en la veu de Rayon durant setmanes, i es va negar a abandonar el personatge durant el rodatge. Vallée, el director, va declarar: "No conec a Leto. Jared mai em va mostrar a Jared".
- Denis O'Hare com el doctor Sevard.
- Steve Zahn com a Tucker.
- Michael O'Neill com a Richard Barkley.
- Dallas Roberts com a David Wayne.
- Griffin Dunne com el doctor Vass.
- Kevin Rankin com a T.J.
- Bradford Cox com a "Sunflower", l'amant de la Rayon, un travesti morint de VIH.

## Producció
Ron Woodroof va ser el subjecte d'un extens reportatge al The Dallas Morning News redactat pel periodista i escriptor Bill Minutaglio. Un mes abans de la mort de Woodroof el setembre de 1992, el guionista Craisg Borten el va entrevistar per preparar el guió. Borten va gravar diverses hores de conversa amb Woodroof i va tenir accés als seus diaris personals. Borten va escriure deu esborranys diferents pel que ell creia que es convertiria en una gran pel·lícula. Va atreure Dennis Hopper per dirigir-la ì Woody Harrelson per a protagonitzar-la, però el projecte no va aconseguir reunir finançament. Jared Leto va admetre més tard que va rebre el guió, per mai ho va llegir.
A finals dels anys 90, Marc Forster fou temptat per dirigir el film, que tindria a Brad Pitt com Woodroof. Posteriorment, el 2008, el director Craig Gillespie i l'actor Ryan Gosling van estar en negociacions amb els productors fins que Jean-Marc Vallée i Matthew McConaughey foren contractats. La germana de Woodroof, suposadament, estava d'acord que McConaughey interpretés a Ron. A l'inici del projecte, ella estava preocupada pels actors que protagonitzarien la cinta, específicament per l'aparença de Pitt i la personalitat de Gosling. El novembre de 2012, es va anunciar que Bradford Cox faria el seu debut cinematogràfic en fer el paper de l'amant de Leto a la pel·lícula.
Leto va perdre més de 14 kg per actuar a la pel·lícula i va confessar haver deixat de menjar per aconseguir el seu objectiu més ràpid. El seu pes mínim va arribar a ser de 52 kg McConaughey, mentrestant, va baixar 23 kg per interpretar a Woodroof.
El rodatge va tenir lloc a Nova Orleans, Louisiana, a mitjans de 2012, després d'un retard considerable que va preocupar els productors i al repartiment. Jennifer Garner va assegurar que la gravació va durar 25 dies. Per la seva part, McConaughey va confessar haver experimentat una nova forma de fer cinema: sense reflectors, una sola càmera i preses de quinze minuts de duració. La meitat de les tomas foren il·luminades amb llum artificial i l'altra meitat no. Vallée va dir: "Llavors vaig tenir l'oportunitat perfecta per intentar rodar una pel·lícula sense il·luminació artificial usant la Càmera digital Alexa. Com va la RED, l'Alexa ofereix un ampli espectre de colors i ombres fins i tot en les condicions més fosques d'il·luminació natural. Vaig sentir que era l'enfocament correcte per aquest projecte. L'aspecte i la sensació va suggerir que estàvem capturant la realitat; encara que Dallas Buyers Club no fos un documental en contingut o estructura, pot tenir aquesta qualitat subtil. Vam rodar la pel·lícula manualment al 100% amb dos objectius, un de 35 mil·límetres i un altre de 50. Aquests es van apropar als actors i no esbiaixen les imatges. [Director de Fotografía] Yves Belanger va ajustar cada presa a 400 o 1600 ASA (sensibilitat a la llum) mostrant diferent balanç de color."